# Vogelsberg
Vogelsberg település Németországban, azon belül Türingiában. Lakosainak száma 674 fő (2023. december 31.). Vogelsberg Sömmerda, Kleinneuhausen, Kleinbrembach, Neumark (bei Weimar), Vippachedelhausen és Sprötau községekkel határos.

## Népesség
A település népességének változása:
| Lakosok száma | 706  | 696  | 699  | 679  | 674  |
|               | 2017 | 2019 | 2021 | 2022 | 2023 |